# Kineas
Kineas var en thessalisk vältalare som användes av Pyrrhus i diplomatiska uppdrag, bland annat som fredsunderhandlare med Rom efter slaget vid Ausculum 279 f. Kr.
Kineas tillskrivs den berömda karakteriseringen av Roms senat som "en samling kungar".